# 반동 폭탄

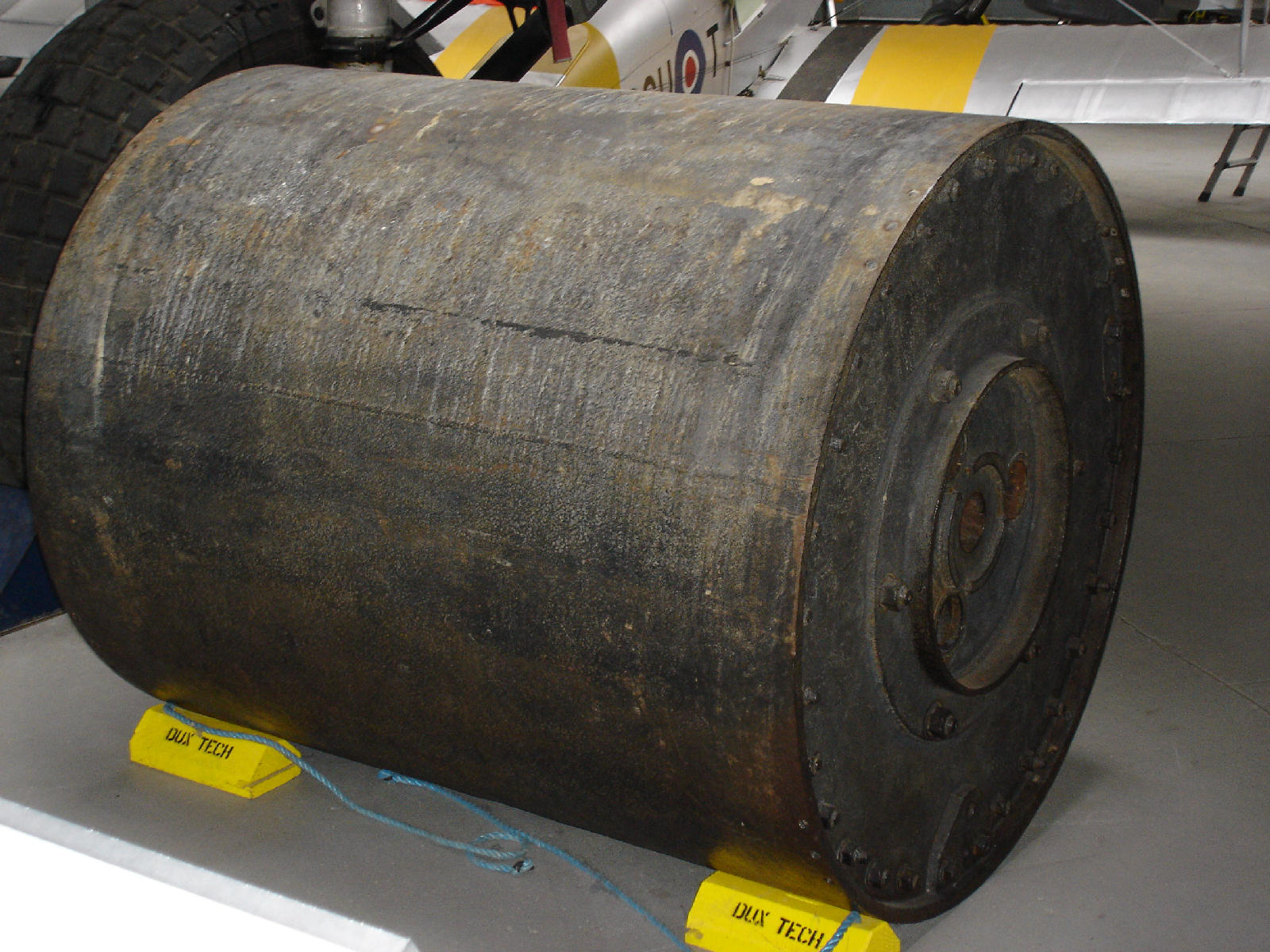
업킵 반동 폭탄

반동 폭탄(bouncing bomb)은 어뢰 그물과 같은 장애물을 피하기 위해 계산된 방식으로 물을 건너 목표물에 튕겨 나가고 목표물에 도달할 때 폭탄의 속도와 폭발 타이밍이 미리 결정되도록 설계된 폭탄이다. 일반 해군 수심 돌격과 유사한 방식. 최초의 폭탄 발명자는 영국 엔지니어 반스 월리스(Barnes Wallis)였으며, 그의 "업킵"(Upkeep) 반동 폭탄은 1943년 5월 영국 공군의 체이스 작전(Operation Chastise)에서 독일 댐에 튕겨져 수중 폭발하는 데 사용되었으며, 이는 나중에 지하 폭발과 유사한 효과를 가졌다. 그랜드 슬램(Grand Slam)과 톨보이(Tallboy) 지진폭탄도 그가 발명했다.